# بروميليا شعثاء
بروميليا شعثاء (الاسم العلمي: Bromelia villosa) هو نوع نباتي يتبع جنس البروميليا من فصيلة البروميلية.